# Rickmansworth (métro de Londres)
Pour les articles homonymes, voir Rickmansworth (homonymie).
Rickmansworth est une station de la Metropolitan line, du métro de Londres, en zone 7 hors de la limite du Grand Londres. Elle est située à Rickmansworth dans le district Three Rivers sur le territoire du Comté de Hertfordshire.

## Histoire
La station est mise en service le 1er septembre 1887.

## À proximité
- Rickmansworth